# Thuiaria uschakovi
Thuiaria uschakovi är en nässeldjursart som beskrevs av Nikolai Alexsandrovich Naumov 1960. Thuiaria uschakovi ingår i släktet Thuiaria och familjen Sertulariidae. Inga underarter finns listade i Catalogue of Life.